# Proechimys magdalenae
Proechimys magdalenae es una especie de roedor de la familia Echimyidae.

## Distribución geográfica
Es  endémica de Colombia.